# Eutrichota partita
Eutrichota partita este o specie de muște din genul Eutrichota, familia Anthomyiidae. A fost descrisă pentru prima dată de Huckett în anul 1939. Conform Catalogue of Life specia Eutrichota partita nu are subspecii cunoscute.